# Erica demissa
Erica demissa är en ljungväxtart som beskrevs av Johann Friedrich Klotzsch och George Bentham. Erica demissa ingår i släktet klockljungssläktet, och familjen ljungväxter. Utöver nominatformen finns också underarten E. d. crassifolia.